# Hootenanny (term)
De term hootenanny wordt in de Amerikaanse volksmond gebruikt als een woord voor iets of iemand waarvan men niet op de naam kan komen, een zogenoemd pantoniem.
In folk- en countrymilieus staat 'hootenanny' voor een uitbundig, deels geïmproviseerd muziekfeest al dan niet gecombineerd met een open podium. Het gelijknamige Britse muziekprogramma dat elk jaar door BBC Two op oudejaarsavond wordt uitgezonden ontleende hieraan zijn naam.
In de Angelsaksische landen gebruikt men in het bedrijfsleven, bij defensie of bij de brandweer de term soms voor een belangrijke vergadering van leidinggevende figuren.